# Palais Keglevich
Le Palais Keglevich (en hongrois : Keglevich-palota) est un édifice situé dans le 8e arrondissement de Budapest.